# Geranoaetus
Geranoaetus – rodzaj ptaków z podrodziny jastrzębi (Accipitrinae) w rodzinie jastrzębiowatych (Accipitridae).

## Zasięg występowania
Rodzaj obejmuje gatunki występujące w Ameryce (Stany Zjednoczone, Meksyk, Belize, Gwatemala, Honduras, Nikaragua, Kostaryka, Panama, Kolumbia, Trynidad i Tobago, Wenezuela, Gujana, Surinam, Gujana Francuska, Brazylia, Ekwador, Chile, Peru, Boliwia, Paragwaj, Argentyna i Urugwaj).

## Morfologia
Długość ciała 44–76 cm, rozpiętość skrzydeł 113–184 cm; masa ciała 865–3200 g.

## Systematyka

### Etymologia
- Geranoaetus: gr. γερανος geranos „żuraw” (tj. szary); αετος aetos „orzeł”[7].
- Tachytriorchis: gr. ταχυς takhus „szybki”; τριορχης triorkhēs „myszołów”, od τρεις treis, τρια tria „trzy”; ορχις orkhis „jądro”[8]. Gatunek typowy: Falco pterocles Temminck, 1821 (= Buteo albicaudatus Vieillot, 1816).
- Heteroaetus (Heteraetus): gr. ἑτερος heteros „różny, inny”; αετος aetos „orzeł”[9]. Gatunek typowy: Spizaetus melanoleucus Vieillot, 1819.

### Podział systematyczny
Do rodzaju należą następujące gatunki:
- Geranoaetus albicaudatus (Vieillot, 1816) – aguja białosterna – takson wyodrębniony ostatnio z Buteo[11][12][13][14][15]
- Geranoaetus polyosoma (Quoy & Gaimard, 1824) – aguja rdzawogrzbieta
- Geranoaetus melanoleucus (Vieillot, 1819) – aguja wielka